# Carmen Barros

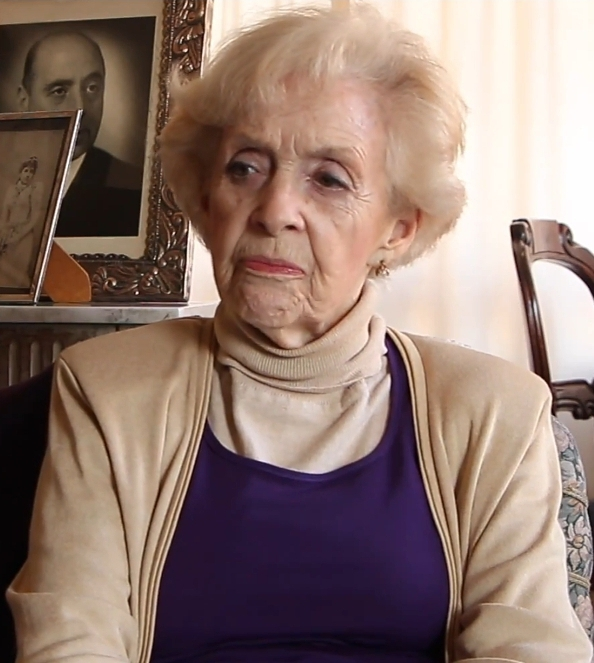
Barros (2016)

Carmen Aida Barros Alfonso (* 7. Januar 1925 in Santiago de Chile; † 21. Dezember 2023) war eine chilenische Sängerin, Schauspielerin und Komponistin.

## Leben
Die Tochter des Diplomaten Tobías Barros Ortiz verbrachte einige Jahre ihrer Kindheit in Lima, wo ihr Vater Militärattache war. Von 1940 bis 1944 war er chilenischer Botschafter in Deutschland und lebte mit seiner Familie in Berlin. Carmen Barros hatte in dieser Zeit Klavierunterricht bei Martin Krause, dem Lehrer von Claudio Arrau und Rosita Renard. 
Nach ihrer Rückkehr nach Chile debütierte sie unter dem Pseudonym Marianela als Sängerin bei Radio Agricultura mit Liedern wie Lili Marleen und Parle-moi d’amour, Erfolgstiteln von Frank Sinatra und Cole Porter und Kompositionen von Pedro Vargas. Als Schauspielerin debütierte sie 1944 in dem Film Bajo un cielo de gloria von José Bohr. Für Miguel Franks Film Música en tu corazón (1946) nahm sie mit dem Orchester von Federico Ojada den Song Amorcito mío auf. 1946 sang sie am Teatro Municipal die Rolle der Marcelina in Beethovens Fidelio. 1950 erhielt sie einen Premio Caupolicán der Asociación de Cronistas de Cine, Teatro y Radio als beste Sängerin; als bester Sänger wurde Arturo Gatica ausgezeichnet.
Am Theater hatte Barros Anfang der 1950er Jahre in Santiago Auftritte in der musikalischen Komödie Carlos y Ana (mit Lautaro Murúa, später mit Luis Alberto Heiremans) und in Arthur Schnitzlers Anatole. In den 1950er Jahren, während ihr Vater Botschafter in Italien war, lebte sie in Wien. Bei Liederabenden in Chile wurde sie von Federico Heinlein, Carlos Oxley bzw. Rudy Leman begleitet.
Als Komponistin debütierte Barros 1958 mit Esta señorita Trini. Die musikalische Komödie wurde unter der Regie von Luis Alberto Heiremans aufgeführt, die Musik von Pedro Mesías arrangiert. 1960 sang sie die Rolle der Carmela in Francisco Flores del Campos La Pérgola de las Flores in der Regie von Isidora Aguirre. In den 1960er Jahren trat sie im Programm El tejado musical des Fernsehkanals der Universidad Católica auf und spielte eine LP mit dem Produzenten Camilo Fernández ein.
1967–68 lebte sie in Buenos Aires, wo sie in einer musikalischen Komödie und in der Show von Raúl Matas auftrat. 1970 spielte sie in dem chilenischen Spielfilm La casa en que vivimos von Patricio Kaulen. Nach dem Militärputsch 1973 ging als Vertreterin der UNO nach Nairobi. Erst 1982 kehrte sie nach Chile zurück und trat dort in Telenovelas wie Los títeres (1984), Matrimonio de papel (1985), Secreto de familia (1986), La intrusa (1989), Acércate más (1990), El amor está de moda (1995), Piel canela (2001), Hippie (2004) und Papi Ricky (2007) auf. Mit Theo Van Rees, Fernando Doggenweiler, Milo Cabré, Mario Bórquez, Enrique Orellana und Luis Meneses nahm sie die LP Regalo de Pascua auf.
Auf dem Album Chile en mi voz präsentierte sie mit dem Pianisten Pedro Mesías Werke von Osmán Pérez Freire, Armando González Malbrán, Francisco Flores del Campo, Vicente Bianchi, Chito Faró, Clara Solovera, Jaime Atria, Violeta Parra und Patricio Manns. 1996 wirkte sie an einer Inszenierung Andrés Pérez’ von La Pérgola de las Flores mit, 2002 brachte sie das Stück als Regisseurin auf die Bühne. 2001 wirkte sie in Andrés Woods Spielfilm La fiebre del loco mit, 2010 in Alejandro Goics Mi Marilyn Monroe.